# Ora sí ¡tenemos que ganar!
Ora sí ¡tenemos que ganar! o Ora sí tenemos que ganar és una pel·lícula mexicana del 1981 produïda per la Universitat Nacional Autònoma de Mèxic i dirigida per Raúl Kamffer. Va ser guanyadora en 1982 del Premi Ariel a la millor pel·lícula.

## Argumento
Els abusos de l'autoritat i de l'empresari d'un poble miner fan que els obrers, influïts per la lectura dels articles de Ricardo Flores Magón en el periòdic Regeneración, s'organitzin clandestinament i s'amotinin contra l'estatunidenc Mister Creel, amo de la mina, que es nega a rescatar a un grup d'obrers atrapats per una ensulsiada.

## Elenc
- Manuel Ojeda - Juan Carballar
- Patricia Reyes Spíndola - Adela
- Carlos Castañon
- Amado Zumaya
- Pilar Souza
- Eduardo López Rojas - Sebastián
- Ana Ofelia Murguía - Eduviges
- María del Carmen Farías
- Rocío Sagahón
- Farnesio de Bernal
- Martín Palomares
- Chadwick Minge

## Comentaris
- La història està basada en els contes de Ricardo Flores Magón publicats en el periòdic Regeneración.
- La pel·lícula va ser rodada en el complex miner de Real del Monte a l'Estat d'Hidalgo.
- L'amo de la mina, Mister Creel, guarda semblances amb William C. Greene propietari de la Cananea Consolidated Copper Company durant la Vaga de Cananea en 1906.
- El personatge de l'Apòstol, agitador d'origen burgès, es basa en el conte "El Apòstol" publicat en Regeneración el 7 de gener de 1911.[2]
- En 1982 va guanyar el Premi Ariel per millor Pel·lícula, Direcció, Fotografia i Edició.

## Premis
En la XXIV edició dels Premis Ariel va obtenir quatre premis Ariel en categories de les més importants:
- Millor pel·lícula
- Millor direcció
- Millor edició
- Millor fotografia.